# Síndrome de dolor miofascial
Una síndrome de dolor miofascial (SDMF, també coneguda com a dolor miofascial crònic o fibromiàlgia regional) és una síndrome caracteritzada per dolor crònic en múltiples punts gallet miofascials ("nusos") i constriccions fascials (teixit connectiu). Pot aparèixer a qualsevol part del cos. Els símptomes dels punts gallet miofascials inclouen: sensibilitat al punt focal, reproducció del dolor en palpar el punt desencadenament, enduriment del múscul en palpar el punt d'activació, pseudo-debilitat del múscul implicat, dolor referit i amplitud de moviment limitada després d'aproximadament 5 segons de pressió sostinguda del punt gallet.
Es creu que la causa és la tensió muscular o espasmes a la musculatura afectada. El diagnòstic es basa en els símptomes i els possibles estudis del son.
El tractament pot incloure medicaments per al dolor, fisioteràpia i, ocasionalment, benzodiazepines. És una causa relativament freqüent de dolor temporomandibular, on la fèrula dental pot ser útil.

## Signes i símptomes
El dolor miofascial és un dolor en els músculs o en la fàscia (un tipus de teixit connectiu que envolta els músculs). Pot aparèixer en zones diferents del cos aïllades. Com que es pot veure afectat qualsevol múscul o fàscia del cos, això pot provocar diversos símptomes localitzats.
En termes generals, el dolor muscular és constant, dolorós i profund. Depenent del cas i de la ubicació, la intensitat pot variar des de molèsties lleus fins a intensos i "semblants a llamps". Els nusos poden ser visibles o sentir-se sota la pell. El dolor no es resol per si sol, fins i tot després de l'autocura típica de primers auxilis, com ara gel, calor i descans. Les síndromes de dolor miofascial es caracteritzen per un dolor localitzat en una àrea d'ús repetitiu o traumatisme amb punts gallet desencadenants que causen irradiació del dolor que no segueix un dermatoma a la palpació. Una disfunció autònoma i l'activitat EMG espontània es poden veure a la regió afectada.

## Causes
Les causes de l'SDMF no estan completament documentades ni enteses. Almenys un estudi exclou els punts desencadenants: "La teoria de la síndrome del dolor miofascial causada pels punts gallet ... ha estat refutada. Això no vol negar l'existència dels propis fenòmens clínics, per als quals científicament no es poden avançar explicacions lògicament plausibles basades en fenòmens neurofisiològics coneguts. " Algunes malalties sistèmiques, com malalties del teixit connectiu, poden causar una SDMF. Una mala postura i trastorns emocionals també poden provocar o contribuir a l'SDMF.

## Diagnòstic
El diagnòstic es basa generalment en els símptomes i els possibles estudis del son.

## Tractament
La teràpia de massatge que utilitza tècniques d'alliberament de punts gallet pot ser eficaç per alleujar el dolor a curt termini. La fisioteràpia que implica estiraments suaus i exercici potser útil per recuperar tota la gamma de moviments i coordinació motora. Un cop desapareguts els punts gallet, es pot començar a fer exercici d'enfortiment muscular, donant suport a la salut a llarg termini del sistema muscular local.
L'alliberament miofascial, que implica una manipulació suau de la fàscia i un massatge, pot millorar o remeiar l'estat.
Una revisió sistemàtica va concloure que la punció seca per al tractament de l'SDMF a la part baixa de l'esquena semblava ser un complement útil a les teràpies estàndard, però que no es podien fer recomanacions clares perquè els estudis publicats eren petits i de baixa qualitat.
L'avaluació de la postura i l'ergonomia poden proporcionar alleujament en les primeres etapes del tractament. S'ha demostrat que els exercicis d'estirament suaus i sostinguts dins d'una amplitud de moviment còmoda disminueixen els símptomes. També es fomenta l'activitat regular i no intensa.